# Angelo Ferrario
Angelo Ferrario (Milano, 28 febbraio 1908 – Sanremo, 12 marzo 1997) è stato un velocista e allenatore di atletica leggera italiano.

## Biografia
Fu parte della staffetta 4×400 metri italiana che prese parte ai Giochi olimpici di Berlino 1936 con Marsilio Rossi, Otello Spampani e Mario Lanzi. È stato tre volte campione italiano di atletica leggera, due volte nei 200 metri piani e una nei 400 metri piani.
Dopo la carriera agonistica si è dedicato all'allenamento di giovani atleti, tra i quali Domenico Gorla, Patrizia Lombardo.
Fu responsabile della velocità nazionale giovanile della federazione italiana di atletica leggera nel 1975-76

## Palmarès
| Anno | Manifestazione  | Sede    | Evento  | Risultato | Prestazione | Note |
| ---- | --------------- | ------- | ------- | --------- | ----------- | ---- |
| 1936 | Giochi olimpici | Berlino | 4×400 m | Batteria  | 3'16"6      |      |

## Campionati nazionali
- 2 volte campione italiano assoluto dei 200 m piani (1933, 1937)
- 1 volta campione italiano assoluto dei 400 m piani (1938)

1933
- Oro ai campionati italiani assoluti, 200 m piani - 22"2/5
- Oro ai campionati italiani assoluti, staffetta 4x100 m - 43"2/5

1934
- Oro ai campionati italiani assoluti, staffetta 4x100 m - 43"0

1935
- Oro ai campionati italiani assoluti, staffetta 4x400 m - 3'20"1
- Oro ai campionati italiani assoluti, staffetta 4x100 m - 44"0

1936
- Bronzo ai campionati italiani assoluti, 400 m piani - 49"9
- Oro ai campionati italiani assoluti, staffetta 4x400 m - 3'22"6

1937
- Oro ai campionati italiani assoluti, 200 m piani - 22"4

1938
- Oro ai campionati italiani assoluti, 400 m piani - 49"9
- Argento ai campionati italiani assoluti, staffetta 4x100 m - 42"6

1939
- Argento ai campionati italiani assoluti, 400 m piani - 49"2
- Argento ai campionati italiani assoluti, staffetta 4x100 m - 42"6